# Anthostomella lugubris
Anthostomella lugubris är en svampart som först beskrevs av Roberge ex Desm., och fick sitt nu gällande namn av Pier Andrea Saccardo 1882. Anthostomella lugubris ingår i släktet Anthostomella och familjen kolkärnsvampar.  Arten är reproducerande i Sverige. Inga underarter finns listade i Catalogue of Life.